# Maragüez (Ponce)
Maragüez es un barrio ubicado en el municipio de Ponce en el estado libre asociado de Puerto Rico. En el Censo de 2010 tenía una población de 545 habitantes y una densidad poblacional de 32,91 personas por km².

## Geografía
Maragüez se encuentra ubicado en las coordenadas 18°5′53″N 66°35′21″O / 18.09806, -66.58917. Según la Oficina del Censo de los Estados Unidos, Maragüez tiene una superficie total de 16.56 km², que corresponden a tierra firme.

## Demografía
Según el censo de 2010, había 545 personas residiendo en Maragüez. La densidad de población era de 32,91 hab./km². De los 545 habitantes, Maragüez estaba compuesto por el 87.16% blancos, el 7.71% eran afroamericanos, el 4.59% eran de otras razas y el 0.55% pertenecían a dos o más razas. Del total de la población el 99.82% eran hispanos o latinos de cualquier raza.